# Fiorinia pakistanensis
Fiorinia pakistanensis är en insektsart som beskrevs av S. Ahmad 1970. Fiorinia pakistanensis ingår i släktet Fiorinia och familjen pansarsköldlöss.
Artens utbredningsområde är Pakistan. Inga underarter finns listade i Catalogue of Life.